# Raionul Henicesk (pre-2020), Herson
Henicesk (în ucraineană Генічеський район, transliterat: Heniceskîi raion) este un raion în regiunea Herson, Ucraina. Reședința sa este orașul Henicesk.

## Demografie
Componența lingvistică a raionului Henicesk
     Ucraineană (46,02%)
     Rusă (45%)
     Tătară crimeeană (1,14%)
     Alte limbi (0,42%)
Conform recensământului din 2001, nu exista o limbă vorbită de majoritatea populației, aceasta fiind compusă din vorbitori de ucraineană (46,02%), rusă (45%) și tătară crimeeană (1,14%).